# Wiener Donauregulierung

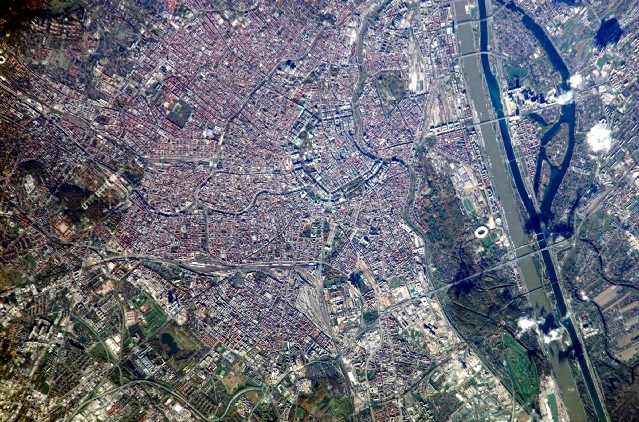
Die Donau in Wien; von rechts nach links: Alte Donau, Neue Donau, Donau (Hauptbett, grau) und Donaukanal (links davon das Stadtzentrum)

Der Lauf der Donau durch Wien wurde zur Minderung der Hochwassergefahr für die Stadt zweimal aufwendig reguliert: In den 1870er Jahren wurde im Zuge der Ersten Wiener Donauregulierung der heutige Hauptstrom angelegt, der sogenannte Donaudurchstich; von den früheren Armen blieben vor allem der Donaukanal und die Alte Donau erhalten. 
Von den 1970er Jahren an wurde das in den 1870er Jahren angelegte Inundations- bzw. Überschwemmungsgebiet neben dem Hauptstrom im Zuge der Zweiten Wiener Donauregulierung durch die Neue Donau (bautechnisch: Entlastungsgerinne) ersetzt.
In enger Verbindung mit der Wiener Donauregulierung steht auch der am linksseitigen Ufer entlangführende Marchfeld-Schutzdamm (Hubertusdamm), welcher in mehreren Etappen von 1785 bzw. 1882 an bis 1905 errichtet wurde.

## Geschichte

### Die unregulierte Donau

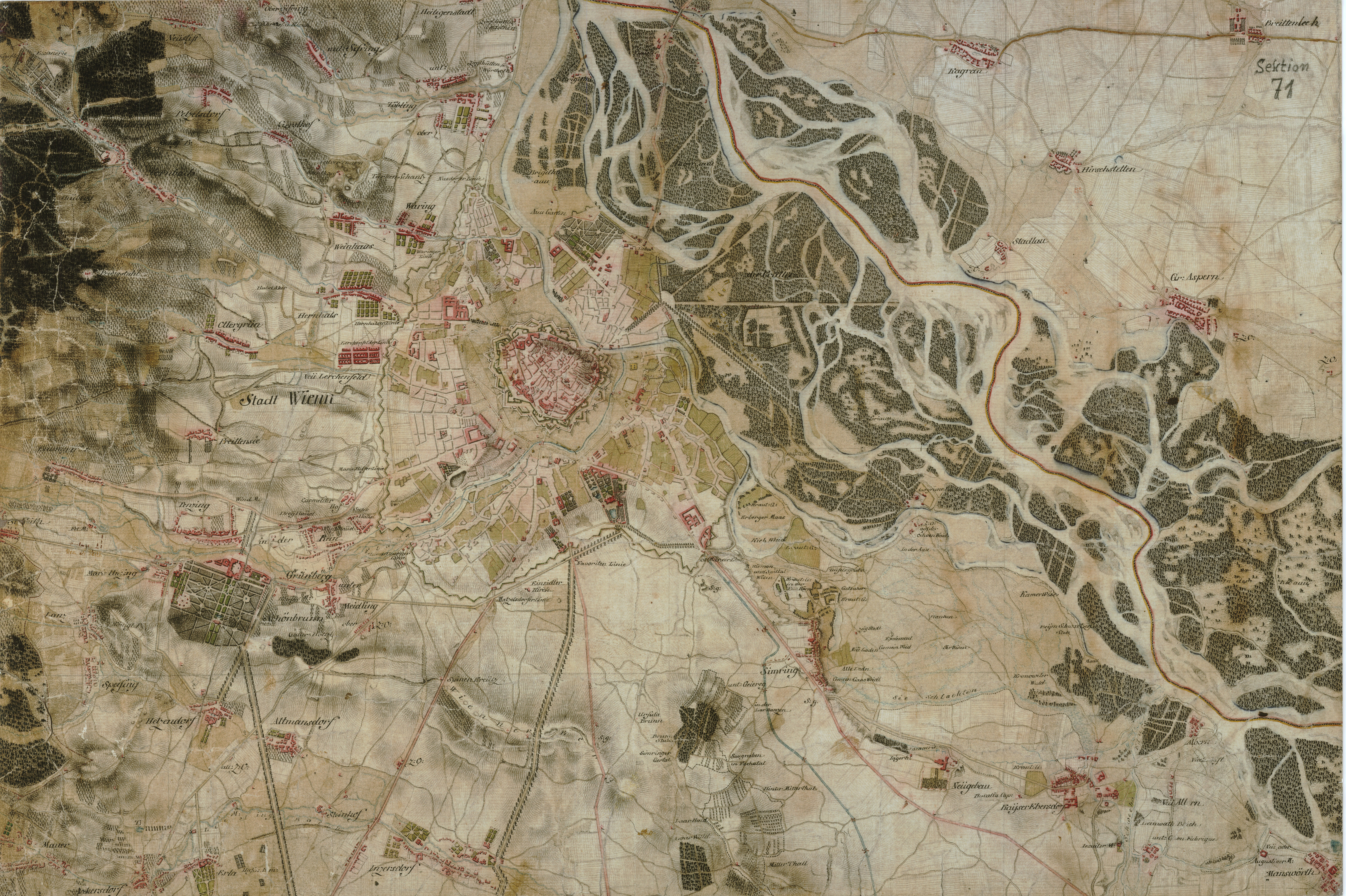
Wien und die unregulierte Donau auf der Josephinischen Landaufnahme um 1790

In Wien war die Donau bis zum Jahr 1870 praktisch vollkommen unreguliert und suchte sich ihr Flussbett selbst. Obwohl Hans von Gasteiger bereits 1555 erste Pläne zur Donauregulierung entwickelt hatte, wurde lediglich der dem Stadtzentrum nächste, heute Donaukanal genannte Nebenarm im Augebiet des Praters in den 1830er Jahren begradigt.
Der unregulierte Strom gefährdete bei Hochwasser besonders Dörfer wie Jedlesee, Floridsdorf und Stadlau im Gebiet einer 5 km langen Donauau links (nördlich) vom heutigen Hauptbett.
Entlang der Donau gab es immer wieder schwere Hochwasserschäden. Nach einer starken Überschwemmung der Leopoldstadt im Jahr 1744 sprach sich Landesherrin Maria Theresia für Hochwasserschutz-Maßnahmen aus, die aber letztlich nicht erfolgten. In den Jahren 1785/86 errichtete der „Cameral-Ingenieur“ Johann Sigismund Hubert im Bereich von Floridsdorf einen Schutzdamm, der das Eindringen von Hochwasser ins Marchfeld verhindern sollte, aber bereits dem nächsten Hochwasser im Jahr 1787 nicht standhielt. Der heutige Hubertusdamm erinnert an Ingenieur Hubert.

### Die erste Regulierung (ab 1870)

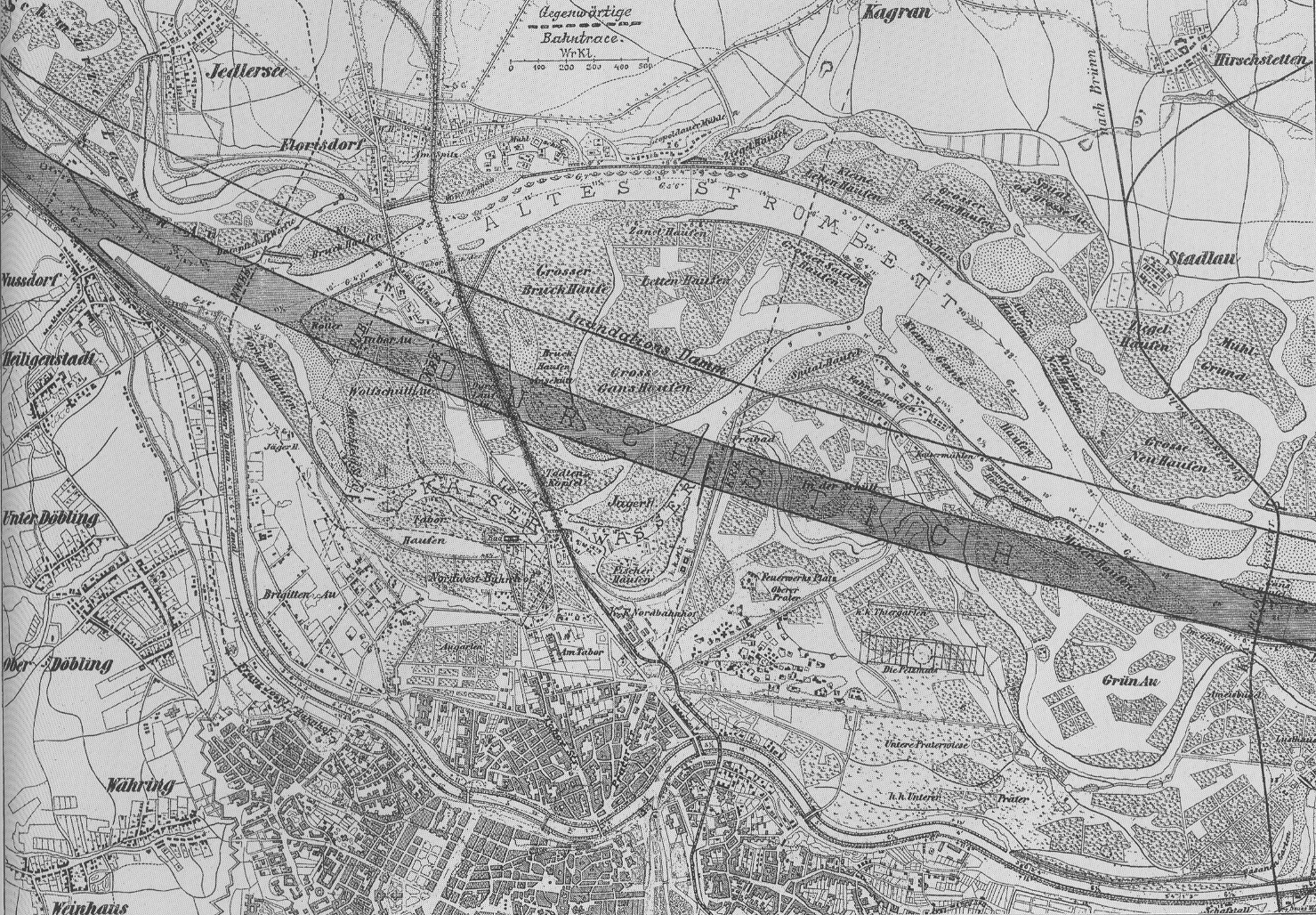
Plan des Donaudurchstichs 1870 bis 1875 in einer zeitgenössischen Darstellung

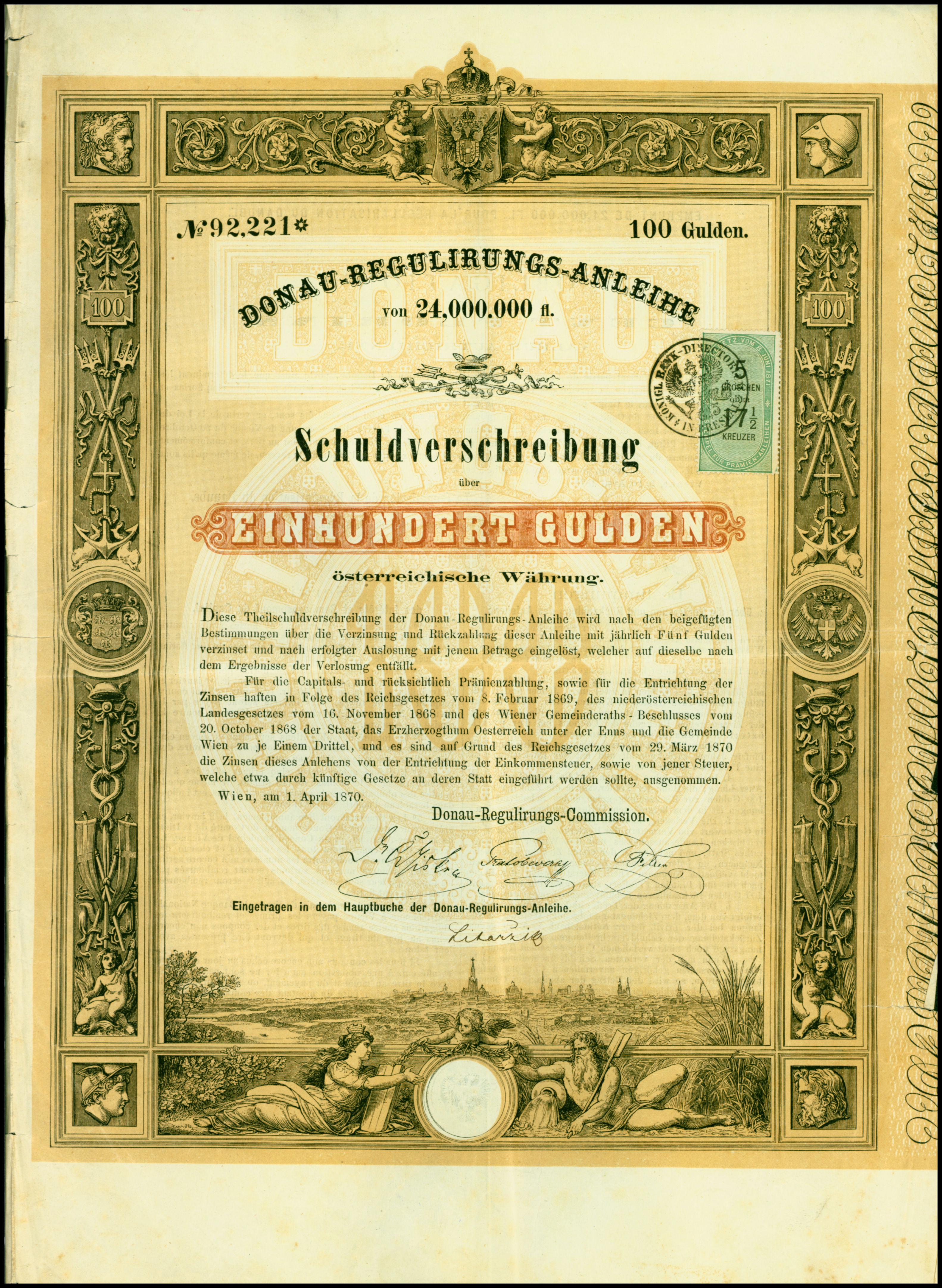
Donau-Regulierungs-Anleihe über 100 Gulden vom 1. April 1870

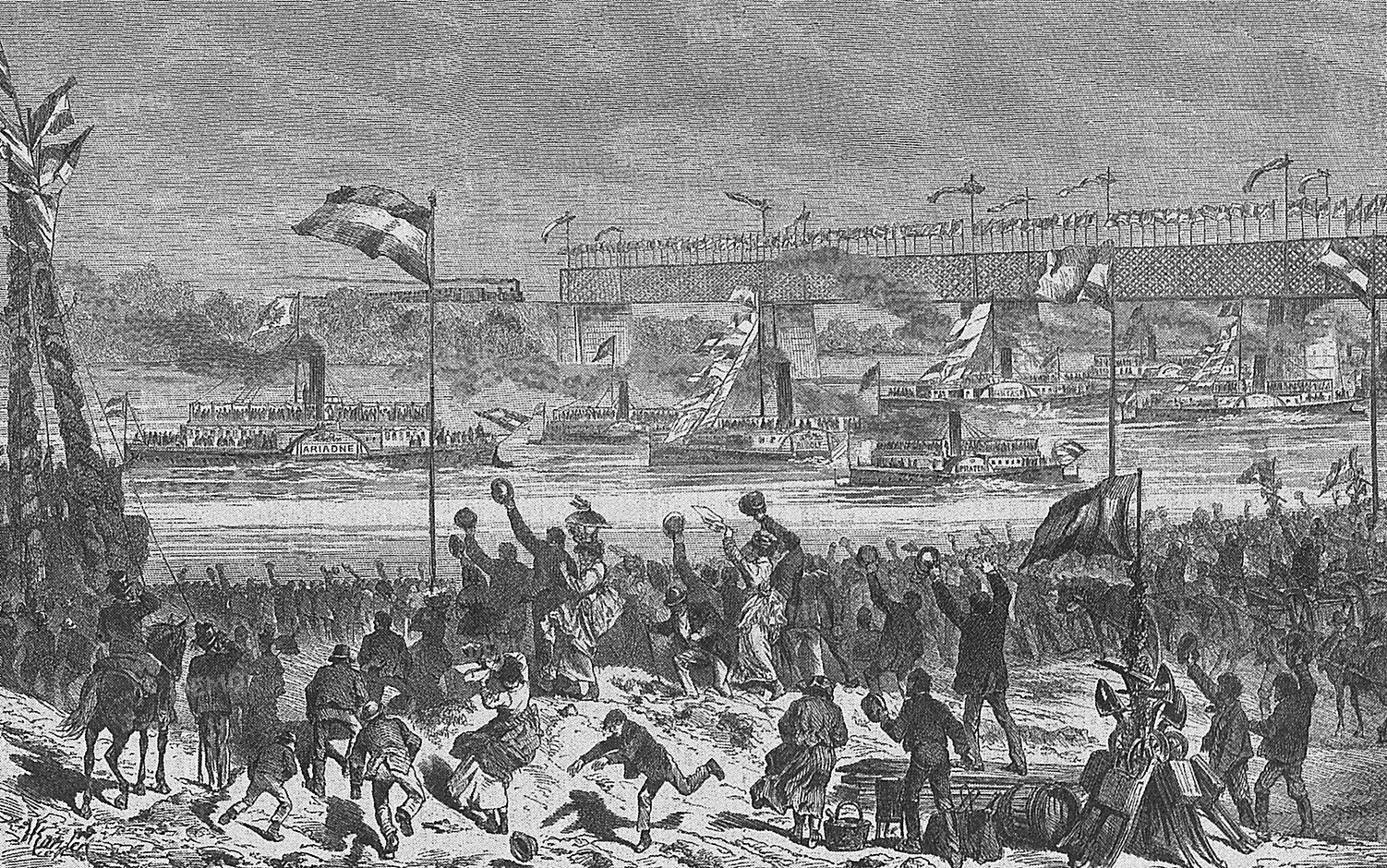
Eröffnung der regulierten Donau 1875

1810 schlug Hofbaudirektor Joseph Schemerl von Leythenbach eine Regulierung in Form eines neuen Flussbettes vor, seine Pläne wurden aber nicht realisiert. Die nächsten Vorschläge kamen 1840 von Ludwig von Forgách (1795–1858) und 1847 von Oberstleutnant Zitta. Beide Vorschläge sahen einen Durchstich vor, der näher beim Stadtzentrum gelegen wäre als der später realisierte.
Ab 1850 beriet eine „Donau-Regulirungs-Commission“ über die Durchführung des Hochwasserschutzes. Dabei wurden verschiedene Varianten geprüft. Aus wirtschaftlichen und städteplanerischen Gründen wäre es günstig gewesen, den zu bauenden Donaudurchstich möglichst nahe beim Stadtzentrum durchzuführen, ungefähr im Bereich des Praters. Dem stand entgegen, dass man das Naherholungsgebiet Prater nicht zerstören wollte.
Die meisten Kommissionsmitglieder sprachen sich für eine stadtferne Variante aus, wie sie dann später auch tatsächlich durchgeführt wurde. Kommissionsmitglied Florian Pasetti (1793–1875) plädierte für einen Durchstich im Bereich der heutigen Alten Donau; dies wäre die billigste Variante gewesen, und sie wurde auch vom deutschen Kommissionsmitglied Gotthilf Hagen (1797–1884) unterstützt. Diese Auseinandersetzung lähmte die Kommission fast 20 Jahre lang. Erst nach der Pensionierung Pasettis im Jahr 1868 konnte Einigkeit erzielt werden. Gemäß dem von Regierungsrat Wilhelm von Engerth zusammengestellten Exposé, das im Wesentlichen den Planungsvorstellungen des Briten James Abernethy (1814–1896) sowie des Karlsruher Experten Georg Sexauer folgte, begannen kurz darauf die Arbeiten, nachdem Kaiser Franz Joseph I. mit Entschließung vom 12. September 1868 seine Zustimmung erteilt hatte. Die Oberbauleitung und zuvor bereits die Verantwortung für die baulichen Vorarbeiten übernahm der Wasserbauingenieur Gustav Wex.
In den Jahren 1870 bis 1875 wurde die Donau demgemäß reguliert. Dazu wurde am linken Ufer ein 450 Meter breites Überschwemmungsgebiet (auch: Inundationsgebiet) mit dem Hubertusdamm in den heutigen Gemeindebezirken Floridsdorf und Donaustadt geschaffen. Das neue Hauptbett, das auch der Schifffahrt dient, wurde 280 m breit angelegt, der große bisherige Hauptarm als Alte Donau erhalten. Eine Kartenmontage (als Vergleich der Situation 1820 – heute) des ehemaligen Kustos im Floridsdorfer Bezirksmuseum Johann Orth zeigt deutlich, wie stark die Eingriffe an diesem nördlichen Brückenkopf Wiens gewesen sind. Die Arbeiten wurden von der französischen Firma Castor, Couvreux et Hersent durchgeführt, die auch am Sueskanal gearbeitet hatte und die entsprechenden Maschinen nach Wien verlegte.
Bereits in den Jahren 1875–77 waren im oberen Teil des Durchstichs große Versandungen aufgetreten (Höhe Uferbahnhof der Kaiser Ferdinands-Nordbahn), die laufende Baggerungen absehbar erscheinen ließen und die Frage nach deren anteiliger Finanzierung virulent machten.
Ab 1892 war die Donauregulierungskommission in der damals neu gegründeten Commission für Verkehrsanlagen in Wien vertreten, um den Donaukanal parallel zum Bau der Wiener Stadtbahn zu einem Handels- und Winterhafen ausbauen zu können. In Folge der Donauregulierung wurde von 1882 an auch der bis Schloss Hof reichende Marchfeld-Schutzdamm errichtet und 1905 fertiggestellt.
Im Zuge der Regulierung wurden fünf neue Donaubrücken gebaut. Die Nordwestbahnbrücke (heute: Nordbrücke) diente der Nordwestbahn, die Kaiser-Franz-Joseph-Brücke (heute: Floridsdorfer Brücke) dem Straßenverkehr, die Kaiser-Ferdinand-Nordbahnbrücke (heute: Nordbahnbrücke) der Kaiser-Ferdinands-Nordbahn, die Kronprinz-Rudolf-Brücke (heute: Reichsbrücke) dem Straßenverkehr und die Stadlauer Staatsbahnbrücke (heute: Stadlauer Ostbahnbrücke) dem Eisenbahnverkehr der Ostbahn Richtung Norden und Osten.
1916 wurde der verantwortliche Vorstand der Wasserbausektion im kaiserlichen Ministerium für Öffentliche Arbeiten, Ernst Lauda, für die Donauregulierung in den Ritterstand erhoben. Im 20. Bezirk, Brigittenau, sind vier Straßen nach Mitgliedern der Donauregulierungskommission benannt: die Pasettistraße, die Wehlistraße, die Wexstraße, die Engerthstraße sowie in Floridsdorf die Fännergasse nach dem Oberbaurat und Oberbauleiter der Donauregulierungskommission Gottlieb Fänner (1830 bis 1889).

### Die zweite Regulierung (ab 1972)

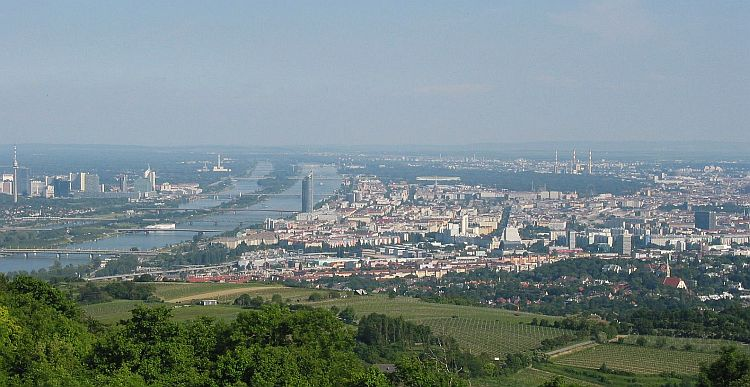
Blick vom Kahlenberg auf die Donau; die Donauinsel zwischen der Neuen Donau (Entlastungsgerinne) links und der Donau (Hauptarm) rechts

Trotz der Regulierung führten große Hochwasser in den Jahren 1897, 1899 und 1954 zu Überschwemmungen, die vor allem das rechte Donauufer am Handelskai betrafen. Dies zeigte, dass die Donauregulierung noch nicht ausreichend war.
Nach langjährigen Studien wurde 1972 ein neues Hochwasserschutzprojekt gestartet. Bis 1988 wurde innerhalb des Überschwemmungsgebietes ein neues, 210 m breites Entlastungsgerinne geschaffen. Mit dem Aushubmaterial wurde dabei zwischen der Donau selbst und dem Entlastungsgerinne die Donauinsel aufgeschüttet. Das Entlastungsgerinne oder Neue Donau ist durch Wehranlagen geschützt und wird nur bei Hochwasser durchflossen. Es ist für einen Durchfluss von 5.000 m³/s ausgelegt. Insgesamt ist die Donauregulierung für eine Kapazität von bis zu 14.000 m³/s ausgelegt, das ist der Durchfluss des Hochwassers von 1501, mit dem höchsten bisher in Wien verzeichneten Pegelstand. Die Wassermenge würde sich dabei zu 5.200 m³/s auf die Neue Donau und zu 8.800 m³/s auf den Hauptstrom aufteilen. Tatsächlich wurden 1899, 1954, 1991, 2002 jeweils um die 10.000 m³/s gemessen, 2013 11.000 m³/s (normaler Mittelwasserdurchfluss 1.900 m³/s) – bei den letzteren Ereignissen bewährte sich das System.
Die Donauinsel und die Neue Donau dienen heute auch als beliebtes Erholungsgebiet der Wiener Bevölkerung.

## Verkehrsanbindung
Die Donau wird im Raum Wien von mehreren U-Bahn-Stationen erschlossen:
- Unmittelbar neben der Nordbahnbrücke überquert auf dem Georg-Danzer-Steg der hier 1996 eröffnete Abschnitt der U-Bahn-Linie U6 den Strom. Sie hat auf dem linken Ufer die Station Neue Donau, auf dem rechten die Station Handelskai, die auch von der S-Bahn bedient wird.
- Im Untergeschoß der Reichsbrücke überquert seit 1982 die U1 den Strom. Ihre Station Donauinsel liegt zwischen der Donau und der Neuen Donau.
- Auf der Donaustadtbrücke überquert nahe der Praterbrücke der Südosttangente die U2 die Donau. Sie bedient auf dem linken Ufer die U-Bahn-Station Donaustadtbrücke und auf dem rechten die U-Bahn-Station Donaumarina.

Im Wiener Straßennetz wird die regulierte Donau auf dem linken Ufer parallel zur Neuen Donau (Donauuferautobahn, großteils seit 1989), auf dem rechten Ufer parallel zur Donau (Handelskai, seit 1875) von hochrangigen Straßen begleitet.

## Bedeutende Hochwasser

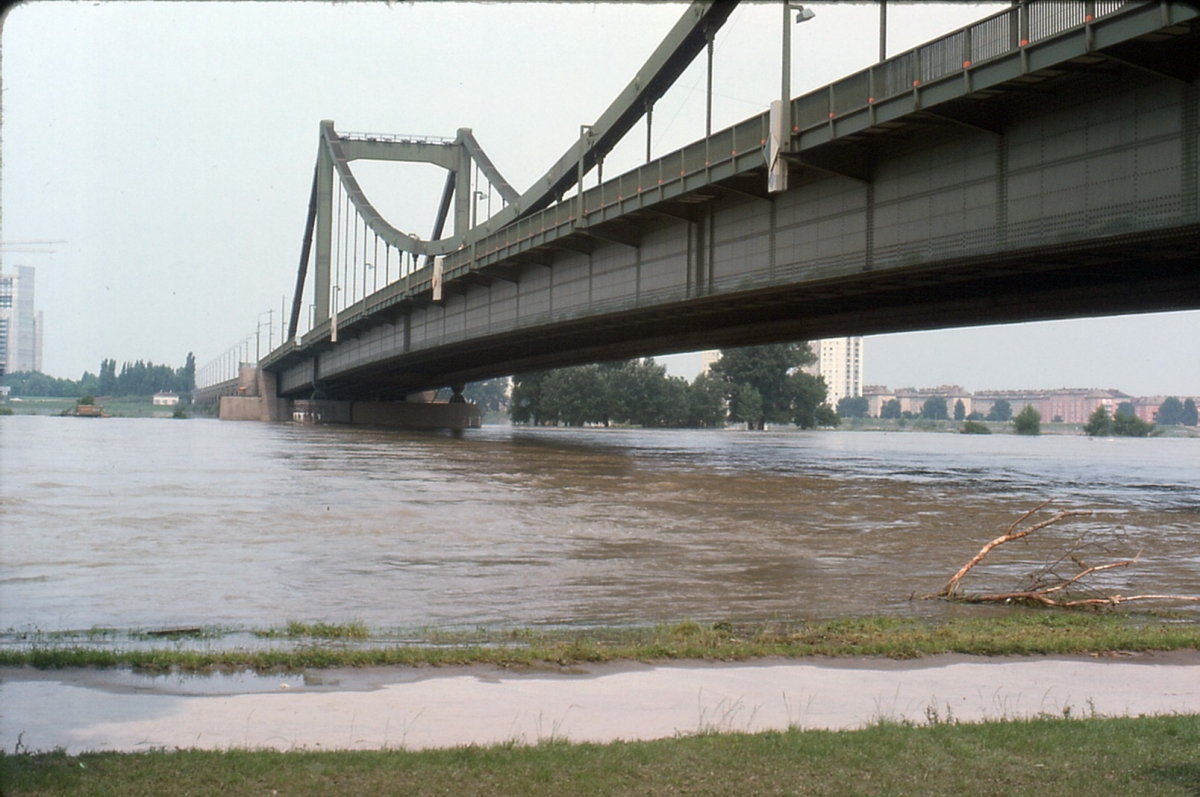
Hochwasser 1975, Reichsbrücke

Nach historischen Berichten ereignete sich das größte Hochwasser im Wiener Raum im Jahr 1501, dessen Pegelstand und Wassermenge vom seinerzeitigen Hydrographischen Zentralbüro Wien rekonstruiert wurden. Der höchste tatsächlich gemessene bzw. berechnete Wert für den Wasserstand der Donau fand am 5. Juni 2013 statt; um 21:15 MESZ erreichte die Donau beim – heute maßgeblichen – Pegel Korneuburg eine Durchflussmenge von 11.050 m³/s (der Pegel Reichsbrücke wird noch für die Donauschifffahrt über das Wiener Null errechnet).
Große Hochwasser waren in Wien:
| Jahr       | Wassermenge in m³/s | Pegel bei der Reichsbrücke |
| ---------- | ------------------- | -------------------------- |
| 0 08.1501  | 14.000              | 10,30 m                    |
| 04.02.1862 | 9.860               |                            |
| 05.01.1883 | 8.160               |                            |
| 18.09.1899 | 10.500              | 8,66 m                     |
| 14.07.1954 | 9.600               | 8,61 m                     |
| 04.07.1975 | 8.560               | 8,04 m                     |
| 04.08.1991 | 8.800               | 8,00 m                     |
| 15.08.2002 | 10.400              | 8,63 m                     |
| 07.09.2007 | 8.010               |                            |
| 25.06.2009 | 8.240               |                            |
| 05.06.2013 | 11.050              |                            |